# Tamarixia hanca
Tamarixia hanca är en stekelart som beskrevs av Kostjukov 2000. Tamarixia hanca ingår i släktet Tamarixia och familjen finglanssteklar. Inga underarter finns listade i Catalogue of Life.